# Porträt von Karl I. und Henrietta Maria
Das Porträt von Karl I. und Henrietta Maria ist ein Ölgemälde des flämischen Künstlers Anthonis van Dyck, das Karl I., König von England, Schottland und Irland mit seiner Gemahlin Henrietta Maria zeigt. Das Gemälde zählt zu den bekanntesten Porträts von Karl I. und zu den bedeutendsten Werken von Anthonis van Dyck, da es ihn in England zum führenden Porträtmaler seiner Zeit machte. Es befindet sich heute im Erzdiözesanmuseum von Schloss Kroměříž in Tschechien.

## Beschreibung

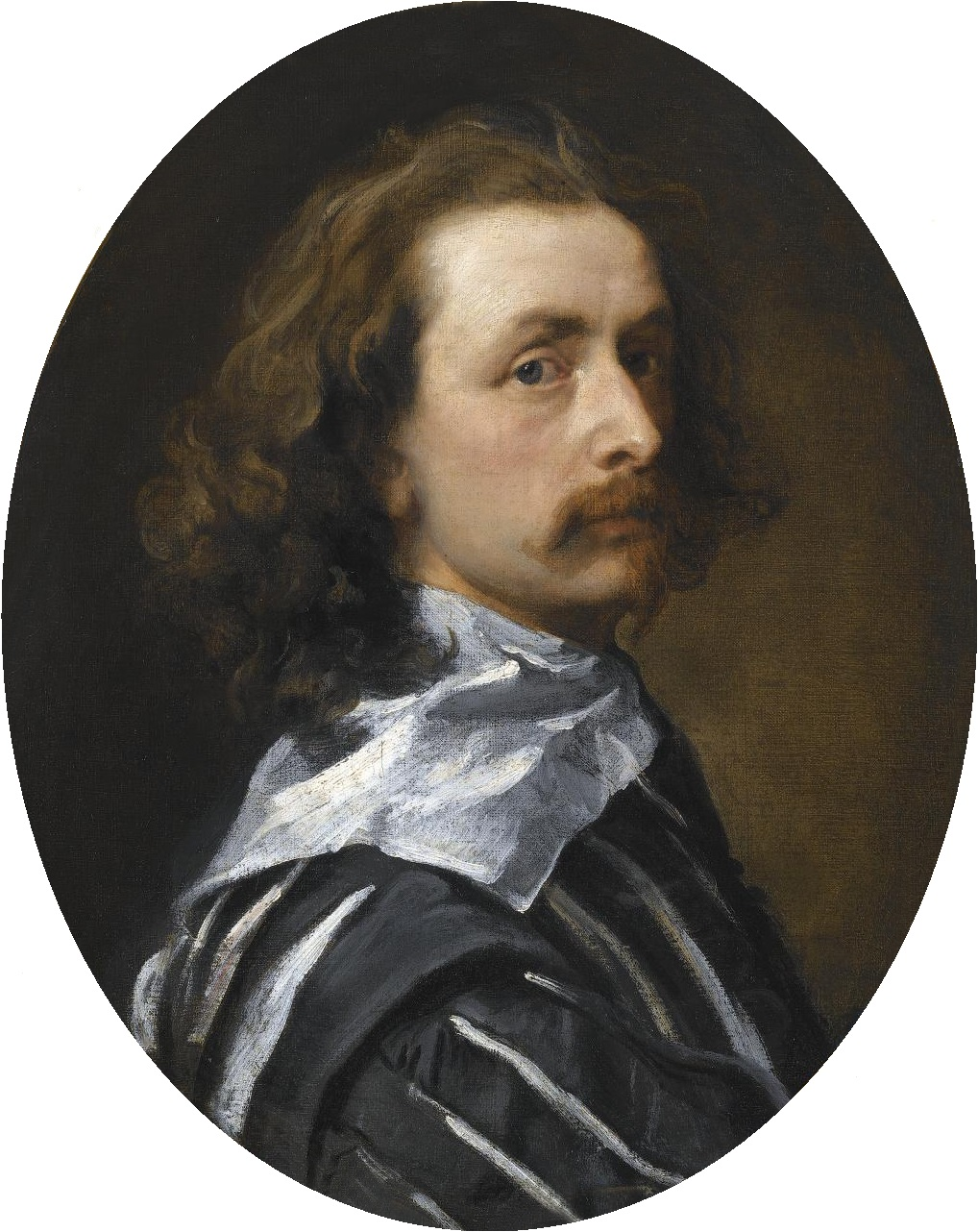
Anthonis van Dyck: Selbstporträt (um 1640)

Karl und Henrietta Maria sind jeweils hüftaufwärts im Halbprofil dargestellt. Karl hat seinen Blick auf seine Gattin gerichtet, während Henrietta Maria ihren Blick dem Betrachter zuwendet. Karl trägt ein goldrotes Wams mit geschlitzten Ärmeln und einem Spitzenkragen. Um den Hals trägt Karl unter dem Spitzenkragen das blaue Band des Hosenbandordens (Order of the Garter). Bei diesem Band handelt es sich eigentlich um ein Schulterband, aber Karl bevorzugte die Trageweise um den Hals. Am unteren Ende des Bandes hängt das Ordensabzeichen zum Schulterband. Henrietta Maria ist in ein weißes Kleid mit Puffärmeln und einem Spitzenkragen gekleidet. Das Kleid ist mit roten Bändern und Schleifen verziert. Als Schmuck trägt sie Ohrringe, ein am Hals eng anliegendes Collier mit einem Stein als Anhänger und am linken Unterarm eine schmale Kette. Karl trägt einen Knebelbart und gewelltes langes Haar mit einem angedeuteten Mittelscheitel, wobei die Haare auf seiner linken Seite deutlich länger sind als rechts. Henrietta Maria hat ihre Haare offenbar hochgesteckt und mit einer roten Schleife geschmückt. Ihr Gesicht wird von fein gedrehten Locken umrahmt.
Henrietta Maria überreicht Karl mit ihrer rechten Hand einen Lorbeerkranz. Karl nimmt den Kranz mit seiner nach oben geöffneten rechten Hand entgegen, so dass die Handhaltungen aufeinander abgestimmt sind. In der linken Hand hält die Königin nah am Körper einen Olivenzweig, den sie vielleicht schon vorher von Karl entgegengenommen hat. Auch hier findet sich eine entsprechende Handhaltung von Karl, der seine linke Hand auf den Griff seines Degens abgelegt hat. Die Königin hat van Dyck am rechten Bildrand positioniert, den König dagegen näher an der Bildmitte. Hinter ihm am verschatteten linken Bildrand sieht man eine Krone, ein Zepter und eine Weltkugel mit aufgesetztem Kreuz. Den Hintergrund bilden zwei schwere dunkelgrüne Vorhänge, die in der Mitte den Blick auf eine Landschaft und den wolkenverhangenen Himmel freigeben. Aufgrund ihrer Position verbleibt Henrietta Maria vor dem Hintergrund des Vorhangs. Karl dagegen wird von Vorhang, Landschaft und Himmel umrahmt. Um seine Stirn ist der Himmel klar und umgibt seinen Oberkopf gleichsam wie eine Aureole mit einem dunklen Blau.

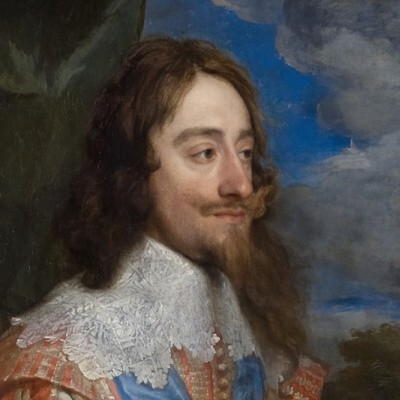
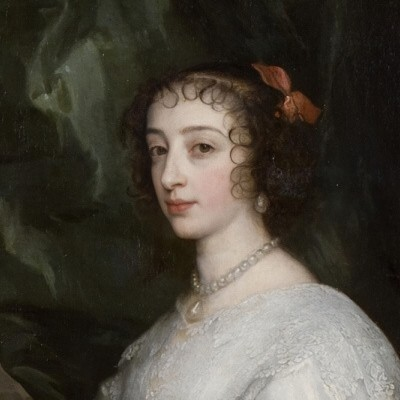
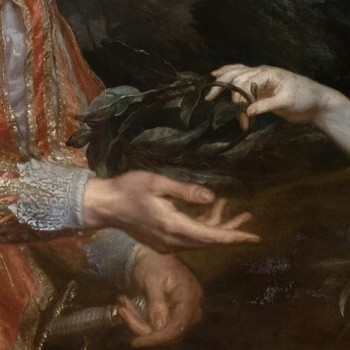
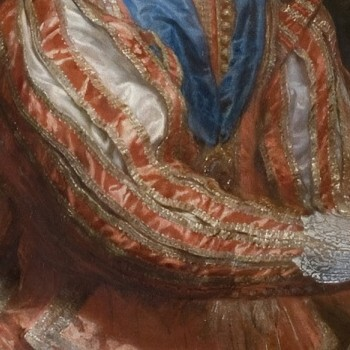
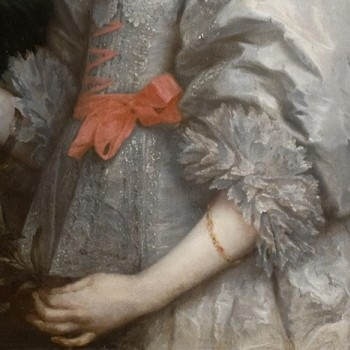
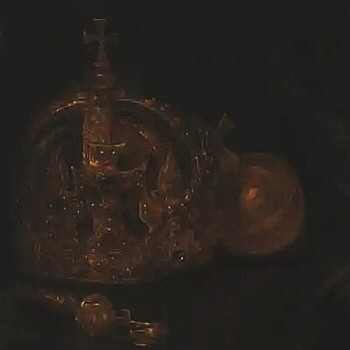

## Deutung

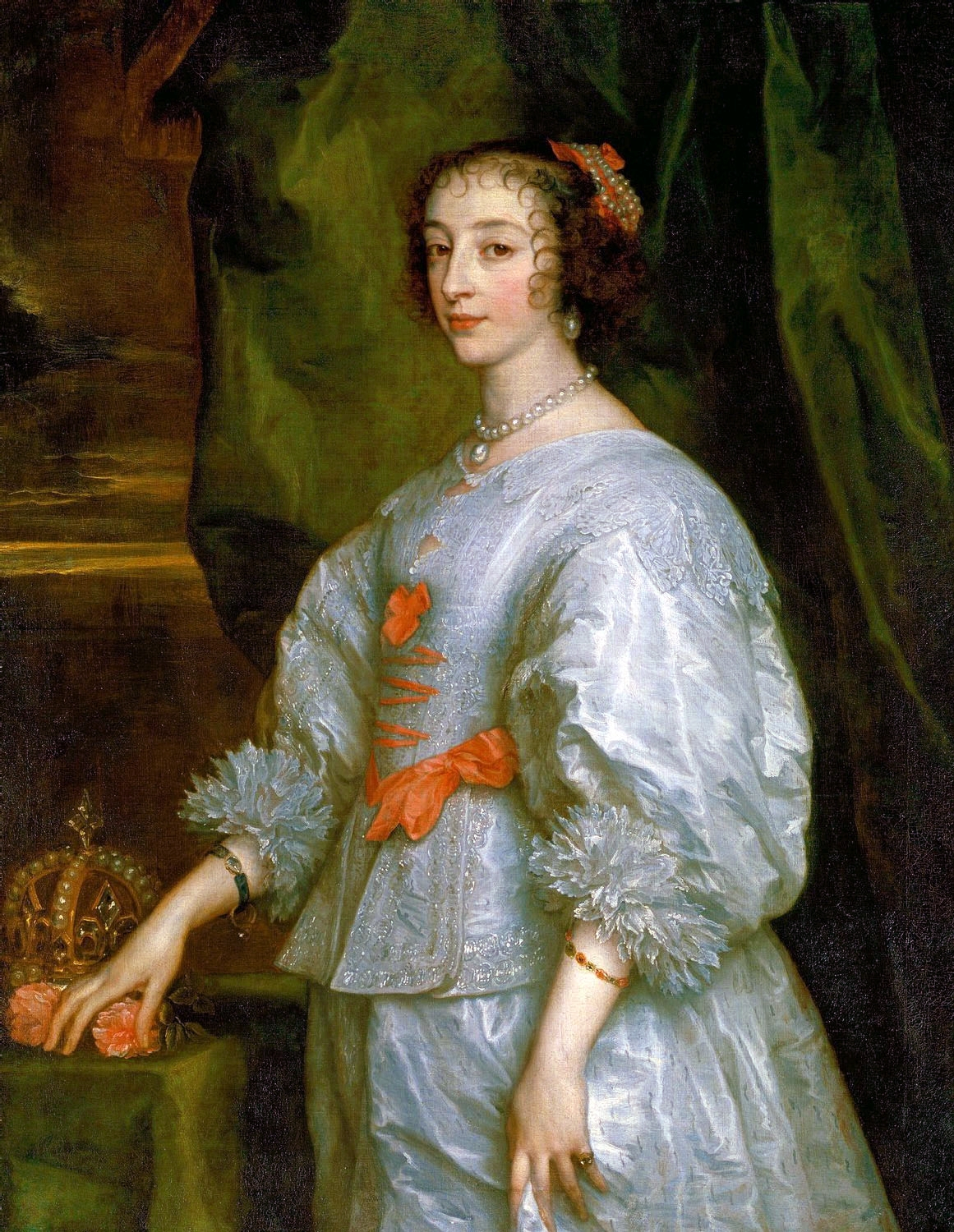
Anthonis van Dyck: Queen Henrietta Maria (1632)

Karl war 1625 als zweiter Herrscher aus dem Haus Stuart seinem Vater Jakob I. nachgefolgt. Von Anfang an stand Karl in einem ausgeprägten Konflikt mit dem Parlament. Er war vermutlich wie sein Vater der Ansicht, dass sich das Herrschaftsrecht eines Königs allein vom Gottesgnadentum herleitet. Daher sah er im Mitwirkungsanspruch des Parlaments eine Verletzung seiner Rechte. Krone, Zepter und Reichsapfel verweisen hier ausdrücklich auf seine Königswürde und Herrschergewalt. Henrietta Maria war die jüngste Tochter von Heinrich IV., König von Frankreich von 1589 bis 1610, und seiner Ehefrau Maria de’ Medici. Ihr Bruder war der spätere König Ludwig XIII. Der Lorbeerkranz, den Henrietta Maria ihrem Gemahl überreicht, könnte für die militärischen Erfolge ihres Vaters Heinrich IV. stehen, der Frankreich während seiner Herrschaft zu einer Großmacht erhoben hatte. Der Olivenzweig, den Karl anscheinend seiner Gemahlin überreicht hat, könnte die ausgleichende Natur seines Vaters Jakob I. symbolisieren. Das Gemälde veranschaulicht insofern die machtvolle Vereinigung ihrer beiden Familien, deren Bündnis sich insbesondere gegen die Habsburger richtete.
Das Gemälde entstand zu einer Zeit, in der die Beziehung zwischen dem König und der Königin stärker geworden war. Sie hatten sich 1625 aus dynastischen Erwägungen vermählt, nachdem man zuvor erfolglos versucht hatte, Karl mit der Infantin Maria Anna aus der spanischen Linie der Habsburger zu verheiraten. In den ersten Jahren ihrer Ehe gab es Spannungen und Auseinandersetzungen zwischen ihnen, aber um 1630 hatte sich ihre Beziehung verbessert und Henrietta Maria bekam ihr erstes Kind. Der Kranz aus immergrünen Blättern kann daher auch als Myrtenkranz, dem Symbol der Venus und der ehelichen Treue, verstanden werden. Auch die Blicke und Gesten der Figuren lassen entsprechende Schlussfolgerungen zu. Deswegen lässt sich das Doppelporträt auch als Manifestation der ehelichen Einigkeit und Harmonie zwischen den königlichen Ehepartnern interpretieren. Dafür spricht auch, dass das Gemälde kein offizielles Porträt sein sollte, sondern für die Privatgemächer der Königin im Somerset House bestimmt war.

## Hintergrund

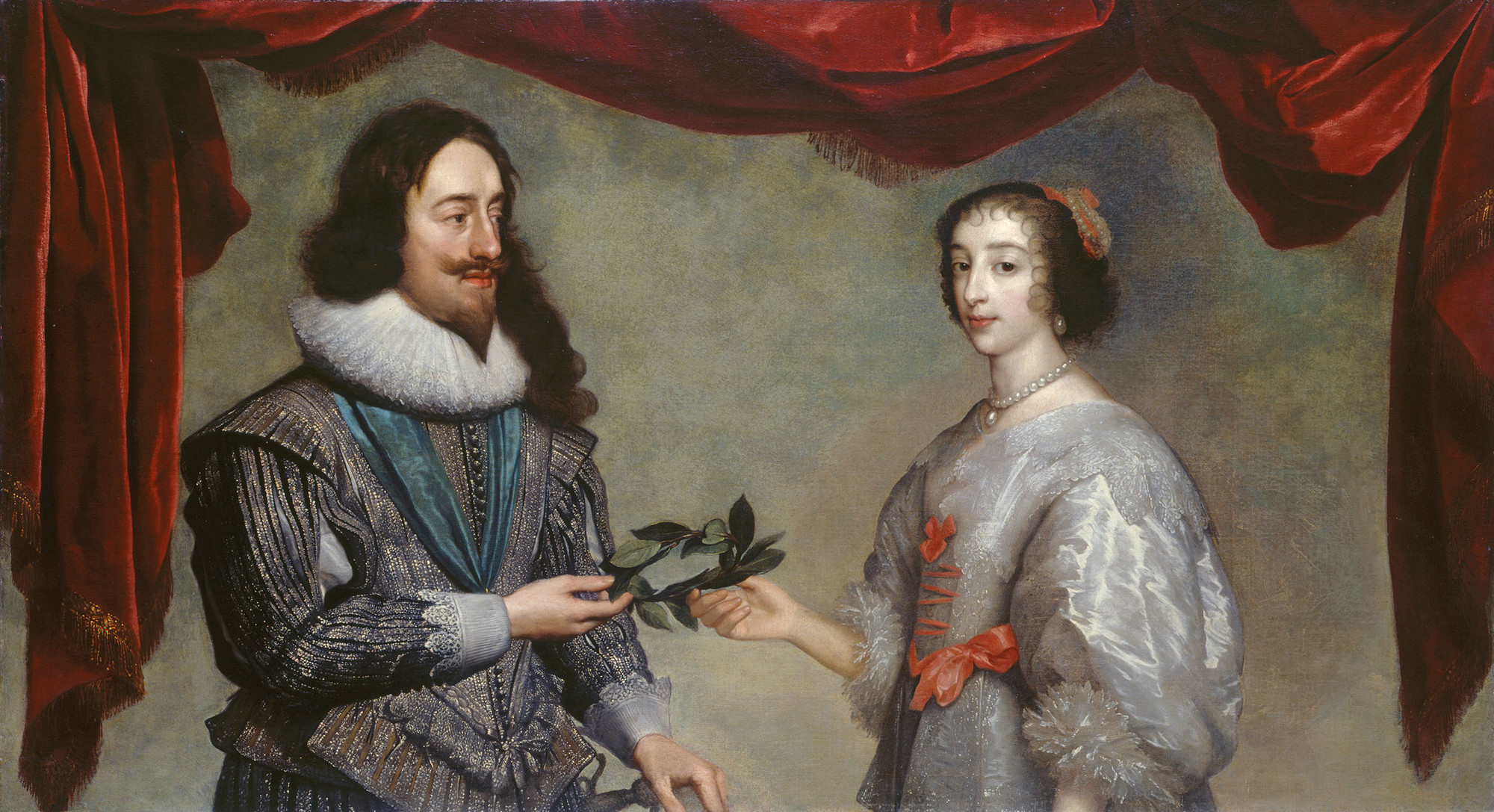
Daniel Mytens: Charles I and Henrietta Maria (1630–1632)

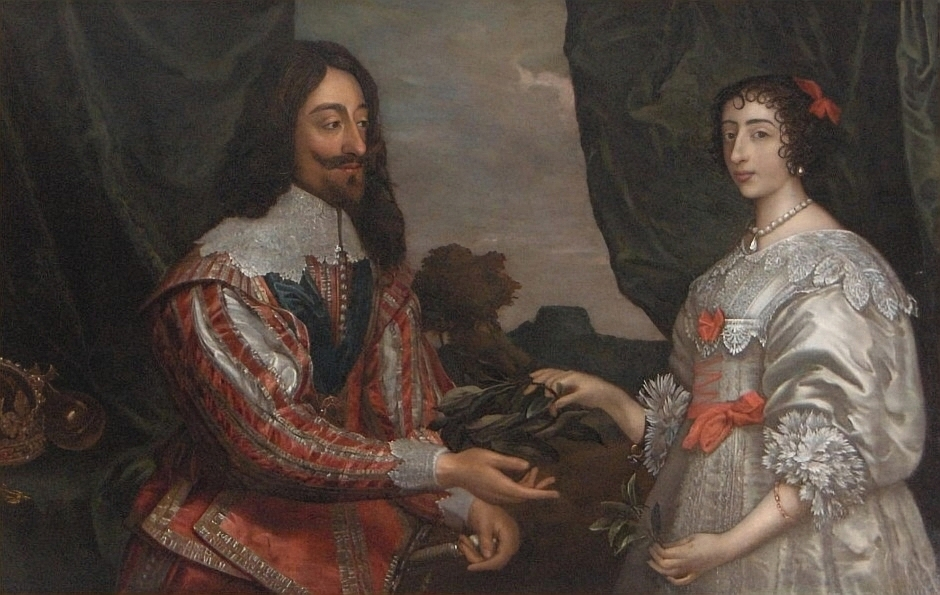
Reproduktion aus der Werkstatt van Dyck in Chiddingstone Castle

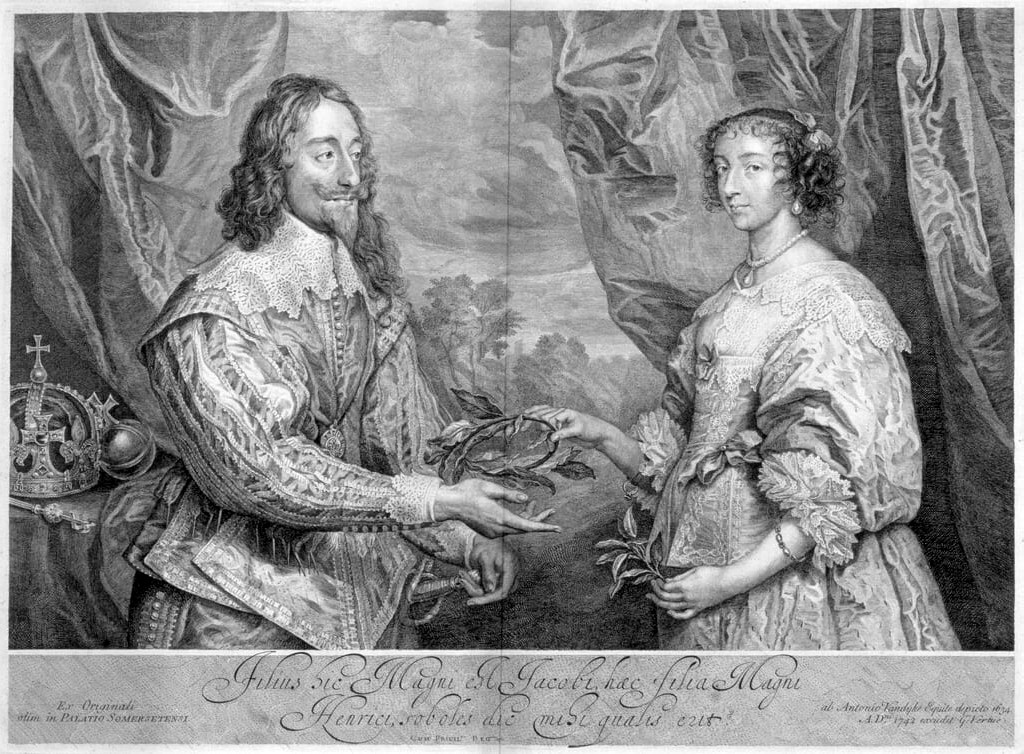
George Vertue: Charles I and Henrietta Maria (1742)

Der Auftrag für das Doppelporträt war einer der ersten, die van Dyck nach seiner Ankunft in England 1632 erhalten hatte, und stellt einen Schlüsselmoment in seiner Karriere dar. Ursprünglich war dieser Auftrag an den Niederländer Daniel Mytens, den führenden Hofkünstler vor van Dycks Ankunft in England, vergeben worden, aber sein Gemälde, das nur für kurze Zeit in der Residenz der Königin im Somerset House hing, erfüllte nicht die königlichen Erwartungen. Schließlich wurde Anthonis van Dyck beauftragt, ein neues Porträt des Königspaares zu malen. Er orientierte sich bei der Komposition an Mytens’ Gemälde, fügte aber mehr Raum, Lebendigkeit und Eleganz hinzu, die dem Original fehlen. Insbesondere die formelle und zugleich zärtliche Interaktion zwischen dem königlichen Paar sind gelungen. Hervorzuheben ist zudem die Gestaltung des Hintergrunds und die Harmonie der Farben. Van Dycks Gemälde hinterließ einen nachhaltigen Eindruck. Unmittelbar anschließend erhielt er den Auftrag für ein weiteres Porträt von Henrietta Maria mit derselben Pose und demselben Kleid. Noch im selben Jahr wurde van Dyck zum Baronet erhoben und zum Principalle Paynter in Ordinary to their Majesties mit einem jährlichen Salär von 200 £, heute etwa 35.000 £, ernannt, wohingegen Mytens England verließ und in seine Heimat zurückkehrte. Im Lauf seines Aufenthalts in England reifte van Dycks Fähigkeit zur Porträtmalerei zu einem Höhepunkt, der sowohl für seine Zeitgenossen als auch für seine Nachfolger in ganz Europa maßgebend wurde. Van Dyck gründete aufgrund seiner zunehmenden Popularität und der entsprechenden Nachfrage eine eigene Werkstatt, die eine große Anzahl von Kopien seiner Gemälde anfertigte. Reproduktionen des Doppelporträts aus seiner Werkstatt befinden sich in Chiddingstone Castle und Knole House. Daneben wurden von anderen Kopisten Kupferstiche des Gemäldes hergestellt und verbreitet. Häufig sind die Reproduktionen am linken Rand beschnitten, so dass Karl und Henrietta Maria etwa gleich weit vom Bildrand entfernt sind.

## Provenienz
Im Verlauf des Englischen Bürgerkriegs verließ Henrietta Maria 1644 England und blieb abgesehen von einer kurzen Rückkehr 1660 bis zu ihrem Lebensende in Frankreich. Karl wurde nach einer Reihe von militärischen Niederlagen verhaftet, wegen Hochverrat angeklagt, verurteilt und am 30. Januar 1649 enthauptet. Ein Teil seiner bedeutenden Kunstsammlung wurde nach seiner Hinrichtung versteigert und über ganz Europa verstreut. Franz und Bernhard Imstenraedt, zwei Kunsthändler aus Köln, erwarben eine große Anzahl von Kunstwerken und verkauften 1673 einige davon, darunter das Doppelporträt von Karl und Henrietta Maria, an Karl II. von Liechtenstein-Kastelkorn, Bischof von Olmütz und gewählter Fürstbischof im Erzbistum Breslau. Dieser ließ nach den Zerstörungen des Dreißigjährigen Krieges das Schloss Kroměříž ab 1686 im Stil des Spätbarock neu errichten und mit Kunstwerken ausstatten. Dort befindet sich noch heute das Doppelporträt des Königspaares.